# Posstjärnet (Gräsmarks socken, Värmland)
Posstjärnet är en sjö i Sunne kommun i Värmland och ingår i Göta älvs huvudavrinningsområde.